# Östlig guldstekel
Östlig guldstekel (Chrysis bicolor) är en stekelart som beskrevs av Amédée Louis Michel Lepeletier 1806. Östlig guldstekel ingår i släktet eldguldsteklar (Chrysis) och familjen guldsteklar (Chrysididae).

## Beskrivning
Den östliga guldstekeln är en tämligen liten art med tydligt metalliska färger. Huvud och mellankropp är blå eller gröna, hos honan med den främre delen av ryggen röd med markeringar i gult, medan hanen har samma områden guldgröna. Bakkroppen är röd, vanligen med en stor, mörkgrön oval på tergit 2. Hanen har dessutom ett stort inslag av gröna markeringar på tergiten ifråga. Kroppslängden är 6 till 9 mm.

## Utbredning
Utbredningsområdet omfattar norra, mellersta och östra Europa, från Jerseyön i väster över Nederländerna, Belgien, Luxemburg, Tyskland och Schweiz till Polen i öster, Sverige och Finland i norr, samt i söder till Frankrike, Italien och Spanien.
I Sverige finns arten framför allt på Öland, men också i östligaste Småland och i Blekinge.
I Finland saknas arten på Åland, men finns på fastlandet längst i söder med något enstaka fynd i nordväst i landskapet Birkaland. I öster når den längre norrut, med nordgräns i Norra Karelen.

## Status
I Sverige är arten ställvis vanlig på Öland, och klassificeras av Artdatabanken som livskraftig ("LC"). I Finland är den däremot rödlistad som nära hotad ("NT").

## Ekologi
Habitatet utgörs av varma, sandiga till grusiga marker som vägar, sand- och grustag, torra ängar, militära övningsområden och ruderatmarker. Arten flyger till korgblommiga växter som röllika och renfana samt flockblommiga växter som vildmorot. Flygtiden varar mellan slutet av maj till augusti månad ut.
Arten är en boparasit, honan lägger sina ägg i bona av rovstekeln Tachysphex obscuripennis där den resulterande larven dödar värdlarven, och lever på den insamlade födan, som utgörs av förlamade dvärgstritar.